# Новосибірська ТЕЦ-5
Новосибірська ТЕЦ-5 — теплова електростанція у Новосибірській області Росії.
Діяльність ТЕЦ почалась із запуску в 1977-му двох водогрійних котлів типу ПТВМ-180 продуктивністю по 180 Гкал/год, до яких надалі додали ще п'ять того ж типу — в 1978 (два), 1979, 1982 та 1983 роках.
В 1985, 1987, 1988, 1990, 1994 та 2004 роках на майданчику станції ввели в дію шість однотипних блоків, кожному з яких отримав паровий котел продуктивністю по 670 тонн пари на годину та парову турбіну типу Т-180/210-130 потужністю 180 МВт. В 2005-му через недостатнє теплове навантаження турбіни переномінували до рівня Т-200/210-130 зі збільшенням потужності до 200 МВт.
Таким чином, загальна потужність станції становить 1200 МВт при тепловій потужності 2730 Гкал/год.
Як паливо ТЕЦ використовує вугілля. Певний час сюди доправляли водовугільне паливо за допомогою вуглепроводу Білово — Новосибірськ.
Для видалення продуктів згоряння призначений димар заввишки 260 метрів.
Видача продукції відбувається по ЛЕП, що працюють під напругою 220 кВ та 110 кВ.